# Klimaatbeweging

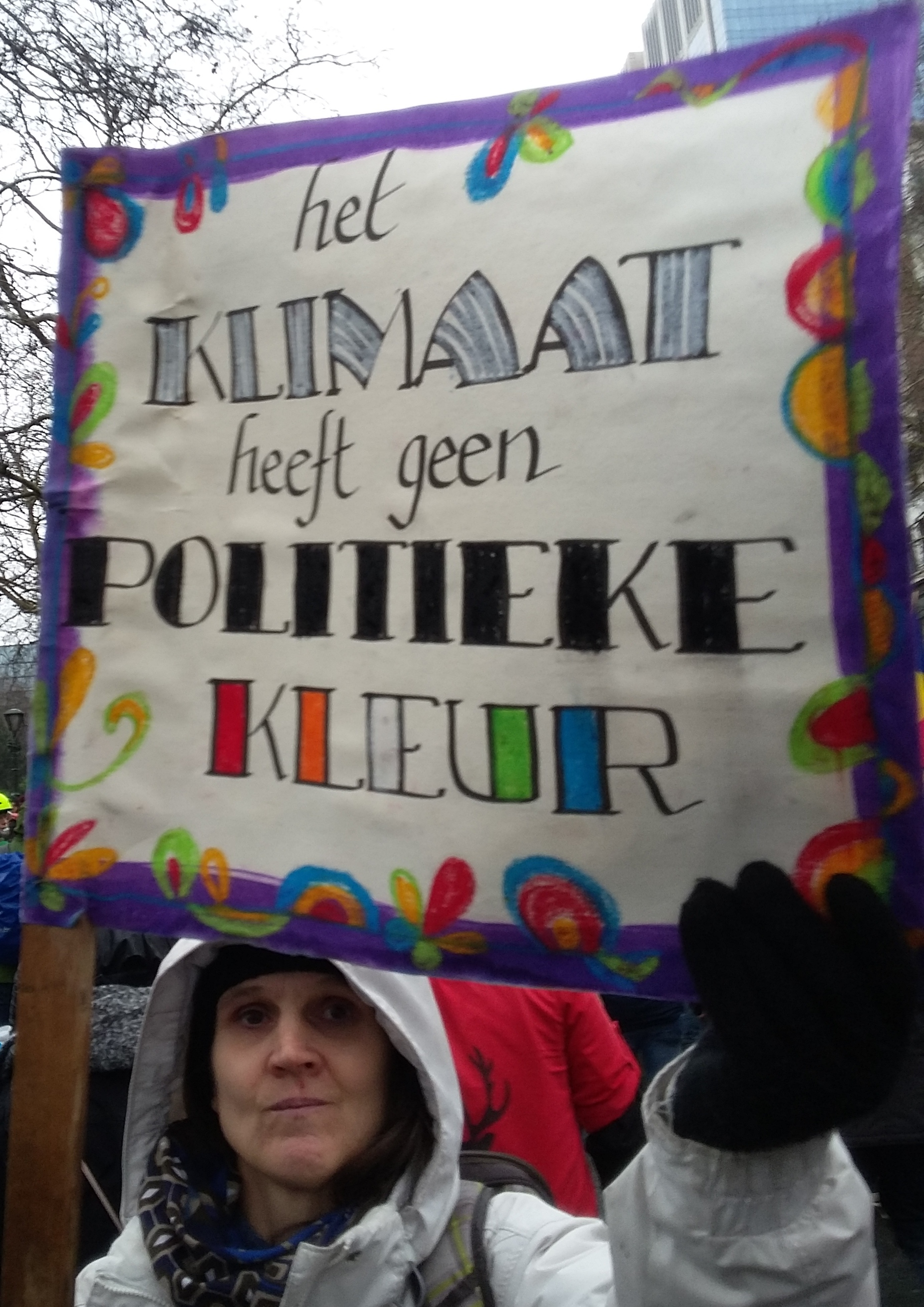
"Het klimaat heeft geen politieke kleur" (27 januari 2019)

De klimaatbeweging  bestaat uit organisaties en individuen die zich bezighouden met activiteiten rond het thema klimaatverandering. Deze is onderdeel van de milieubeweging, maar is aanvankelijk in het Verenigd Koninkrijk en de VS en later ook elders door de omvang en het aantal activiteiten wel als een zelfstandige sociale beweging beschouwd. Aanhangers van de beweging dringen aan op maatregelen om klimaatverandering tegen te gaan, zoals stimulering van duurzame energie. Naast protestmarsen en petities, probeert de beweging door lobby investeerders te beïnvloeden. Ook worden klimaatkampen en directe acties georganiseerd.

## Het begin
Activisme rond klimaatverandering begon in de jaren 90, toen veel milieuorganisaties betrokken raakten bij de discussie rond klimaat, voornamelijk in het kader van het klimaatverdrag. In de eerste decennia van de eenentwintigste eeuw werden enkele organisaties opgericht die zich alleen op klimaatverandering richten, zoals Global Call for Climate Action (2004) en 350.org (2012) of het streven naar duurzame energie en klimaatacties combineren zoals de Energy Action Coalition (2007).

## Typen acties
Binnen de klimaatbeweging worden allerlei typen acties georganiseerd, zoals kampen, demonstraties en meer.
Op 2009 vonden voor het eerst op grote schaal demonstraties plaats in verband met de klimaatverandering tijdens de onderhandelingen over een nieuw klimaatverdrag in Kopenhagen. In Kopenhagen zelf waren tussen de 40 000 en 100 000 mensen aanwezig bij de demonstratie op 12 december 2009. Wereldwijd vonden meer dan 5400 bijeenkomsten en demonstraties plaats.
In september 2014 vond in New York de People's Climate March plaats, een massale demonstratie om klimaatactie te eisen van wereldleiders die zich toen hadden verzameld bij de klimaattop van de VN. Wereldwijd waren er parallelle demonstraties in steden als Amsterdam en Berlijn. In 2019 vonden op talloze plaatsen in de wereld massale demonstraties plaats.
In divesteringscampagnes vragen klimaatactivisten om te stoppen met investeringen in fossiele brandstoffen. De campagne wordt vooral gevoerd bij universiteiten, pensioenfondsen en kerken, maar ook bij stadsbesturen.
Niet helemaal nieuw maar wel van een grote omvang zijn de scholierenacties. In navolging van Greta Thunberg, die elke vrijdag staakte voor het Zweedse parlement, werden vanaf 2019 wereldwijde protesten georganiseerd door schoolkinderen onder de naam Schoolstaking voor het klimaat.
Analoog aan de activiteiten van de basisgroepenbeweging binnen de Antikernenergiebeweging worden geregeld klimaatkampen georganiseerd, met name in het Verenigd Koninkrijk, maar ook in België. Gedurende deze kampen wordt aandacht gevraagd voor het klimaatprobleem, vaak door directe actie.

## Studies en praktijken rond duurzame energie
Diverse organisaties combineren hun activiteiten rond klimaat met het streven naar een duurzame samenleving of zetten zich in voor duurzame energie. In Nederland zijn dit bijvoorbeeld Stichting Urgenda, die rechtszaken aanspande tegen de regering om een beter klimaatbeleid af te dwingen, inkoop acties organiseerde en scenario's presenteerde. Ook is er de Stichting Hier (2006) die groepen ondersteunt bij het zoeken naar manieren om aan de energietransitie vorm te geven.
Vele honderden energiecoöperaties zetten zich in vele landen in voor de energietransitie, door zelf zonnepanelen in te kopen, windparken te exploiteren of andere vormen van duurzame energie te propageren of zelf op te zetten.